# Pratt & Whitney PW1000G
Pratt & Whitney PW1000G — семейство авиационных двухконтурных турбовентиляторных двигателей с редукторным приводом вентилятора. Выпускается американской компанией Pratt & Whitney.
Двигатель выбран для установки на самолёты Airbus A220 (ранее Bombardier CSeries) Mitsubishi Regional Jet (MRJ), Embraer E-Jet E2 в качестве единственно возможного варианта, а также для МС-21 и Airbus A320neo в качестве одного из вариантов.

## Технические характеристики
| Вариант                 | Диаметр вентилятора   | Степень двухконтурности | Тяга                    | Схема                   | Применение               | Ввод в эксп-цию |
| ----------------------- | --------------------- | ----------------------- | ----------------------- | ----------------------- | ------------------------ | --------------- |
| PW1124G PW1127G PW1133G | 81 ″ (2,0574000000 м) | 12:1                    | 110-160 кН11,2-16,3 тс  | 1ВР-3КНД-8КВД-2ТВД-3ТНД | A320neo                  | Октябрь 2015    |
| PW1215G PW1217G         | 56 ″ (1,4224000000 м) | 9:1                     | 67-76 кН 6,8-7,7 тс     | 1ВР-2КНД-8КВД-2ТВД-3ТНД | Mitsubishi Regional Jet  | 2017 г.         |
| PW1428G PW1431G         | 81 ″ (2,0574000000 м) | 12:1                    | 120-140 кН 12,2-14,3 тс | 1ВР-3КНД-8КВД-2ТВД-3ТНД | МС-21                    | 2016 г.         |
| PW1519G PW1521G PW1524G | 73 ″ (1,8542000000 м) | 12:1                    | 85-107 кН 8,7-10,9 тс   | 1ВР-3КНД-8КВД-2ТВД-3ТНД | A220                     | 2015 г.         |
| PW1700G                 | 56 ″ (1,4224000000 м) | 9:1                     | 67 кН 6,8 тс            | 1ВР-2КНД-8КВД-2ТВД-3ТНД | Embraer E175-E2          | 2018 г.         |
| PW1900G                 | 73 ″ (1,8542000000 м) | 12:1                    | 85-98 кН 8,7-10 тс      | 1ВР-3КНД-8КВД-2ТВД-3ТНД | Embraer E190-E2, Е195-Е2 | 2018 г.         |

## Сопоставимые двигатели
В классе тяги 14 тс
- CFM International LEAP-X - США-Франция
- ПД-14 - Россия

В классе тяги 7-8 тс
- ПД-8 - Россия
- SaM146 - Франция-Россия
- General Electric CF34 (англ.) - США
- Д-436 - Украина-Россия, Украина